# Jaffa Street
Die Jaffa Street (hebräisch רְחוֹב יָפוֹ Rəchōv Jafō, deutsch ‚Jaffastraße‘, arabisch شارع يافا, DMG Šāriʿ Yāfā) ist eine der längsten und ältesten großen Straßen Jerusalems, die auf die historische Landstraße nach Jaffa zurückgeht. Sie durchquert die Stadt von Ost nach West, von der Altstadtmauer bis zur Innenstadt Jerusalems, dem Westportal Jerusalems und der Jerusalem-Tel Aviv-Autobahn. Der Rechov Jafo ist gesäumt von Geschäften, Unternehmen und Restaurants. Er bildet mit Rechov Ben-Jehudah (רְחוֹב בֶּן־יְהוּדָה ‚Ben-Jehudah-Straße‘) und Rechov ha-Melech George (רְחוֹב הַמֶּלֶךְ ג׳וֹרְג׳ ‚König Georg V.-Straße‘) das zentrale Geschäftsviertel Meschullasch. Die wichtigsten Orientierungspunkte entlang der Jaffastraße sind von Ost nach West die Plätze Kikkar Zahal (כִּכַּר צָהָ"ל ‚ZaHa"L-Platz‘), Kikkar Safra (כִּכַּר סַפְרָא ‚Safrāplatz‘) mit Rathaus, Kikkar Zion (כִּכַּר צִיּוֹן ‚Zijjōnplatz‘), Kikkar Davidka (כִּכַּר דָּוִידְקָה ‚Dawīdqahplatz‘ im Volksmund, offiziell aber כִּכַּר הָחֵרוּת Kikkar ha-Chejrūt, deutsch ‚Platz der Freiheit‘), die Dreifach-Kreuzung (ha-Meschullasch) von Rechov ha-Melech George und Rechov Straus (רְחוֹב שְׁטְרָאוּס) und Fußgängerzone des Rechov Ben-Jehudah, ferner der Markt Machaneh Jehudah und der ZOB Jerusalem. Die Jaffastraße wurde als autofreie Fußgängerzone umgebaut, die von der Jerusalemer Stadtbahn bedient wird.

## Geschichte
Ursprünglich 1861 als Teil der Straße nach Jaffa gepflastert, wurde die Straße schnell zum Mittelpunkt der Expansion aus der Jerusalemer Altstadt im 19. Jahrhundert. Um sie herum erblühten frühe Viertel wie der Komplex der Russischen kirchliche Mission, Nachalat Schivʿa und Machane Jehudah sowie das Krankenhaus Schaʿarei Zedeq, 1897–1902 von Theodor Sandel für den Spendenfonds Kolel Holland weDeutschland.

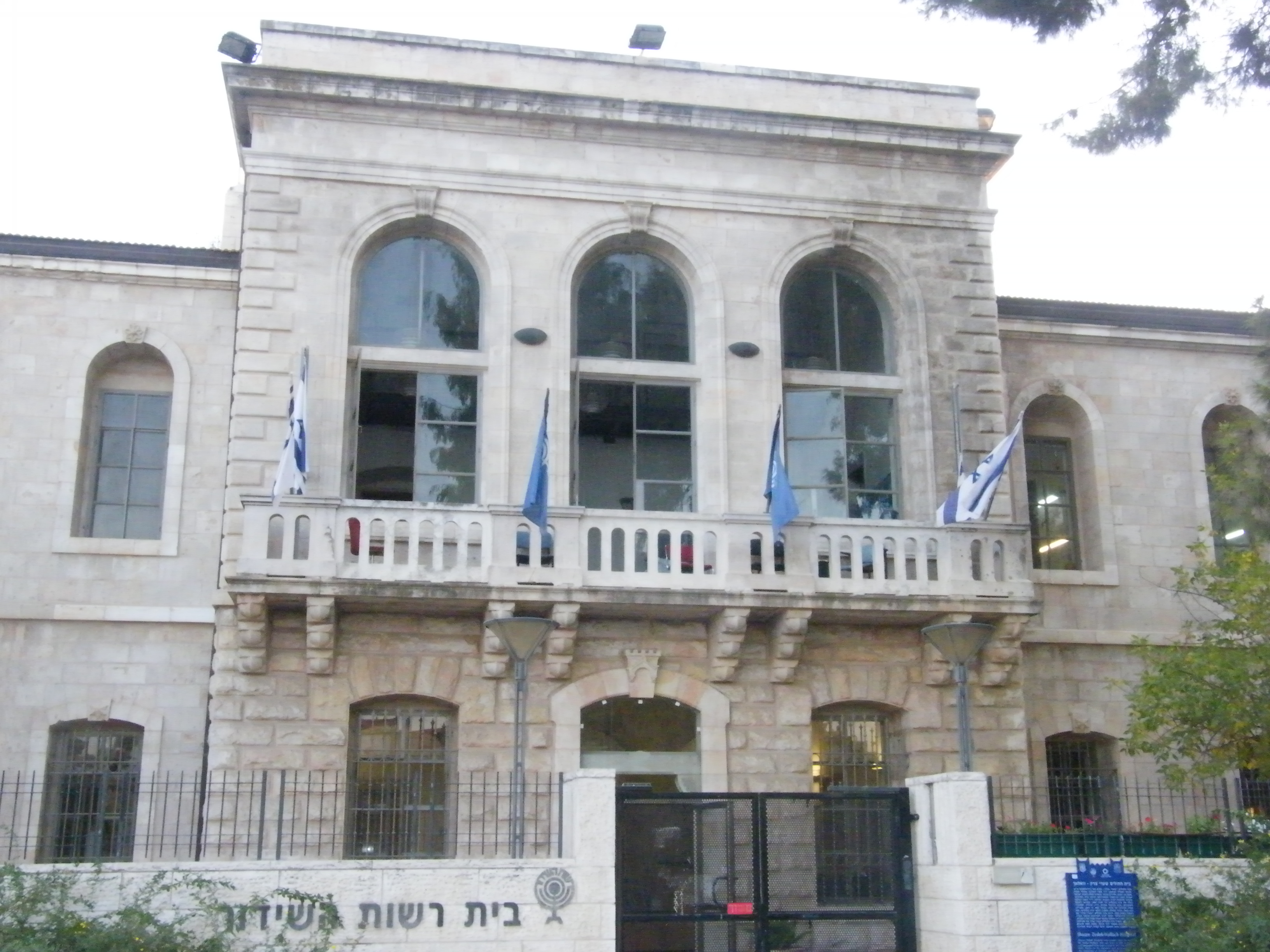
Israels Medienanstalt, 1902–1980 Spital Schaʿarei Zedeq des Ho"D, 2012

Die Nähe zur Hauptverkehrsader wurde schnell zum Maßstab für den Immobilienwert in der boomenden Stadt. Ursprünglich bestand der Verkehr aus Kamelen und Maultieren und die Straße wurde schließlich so verbessert, dass sie mit Pferdekutschen befahren werden konnte. Die deutschen Templer, die die Jerusalemer deutsche Kolonie gründeten, begannen zunächst einen regelmäßigen Kutschendienst zwischen Jerusalem und Jaffa, bevor 1892 die Bahnstrecke Jaffa–Jerusalem die Anreise wesentlich beschleunigte und bequemer machte.

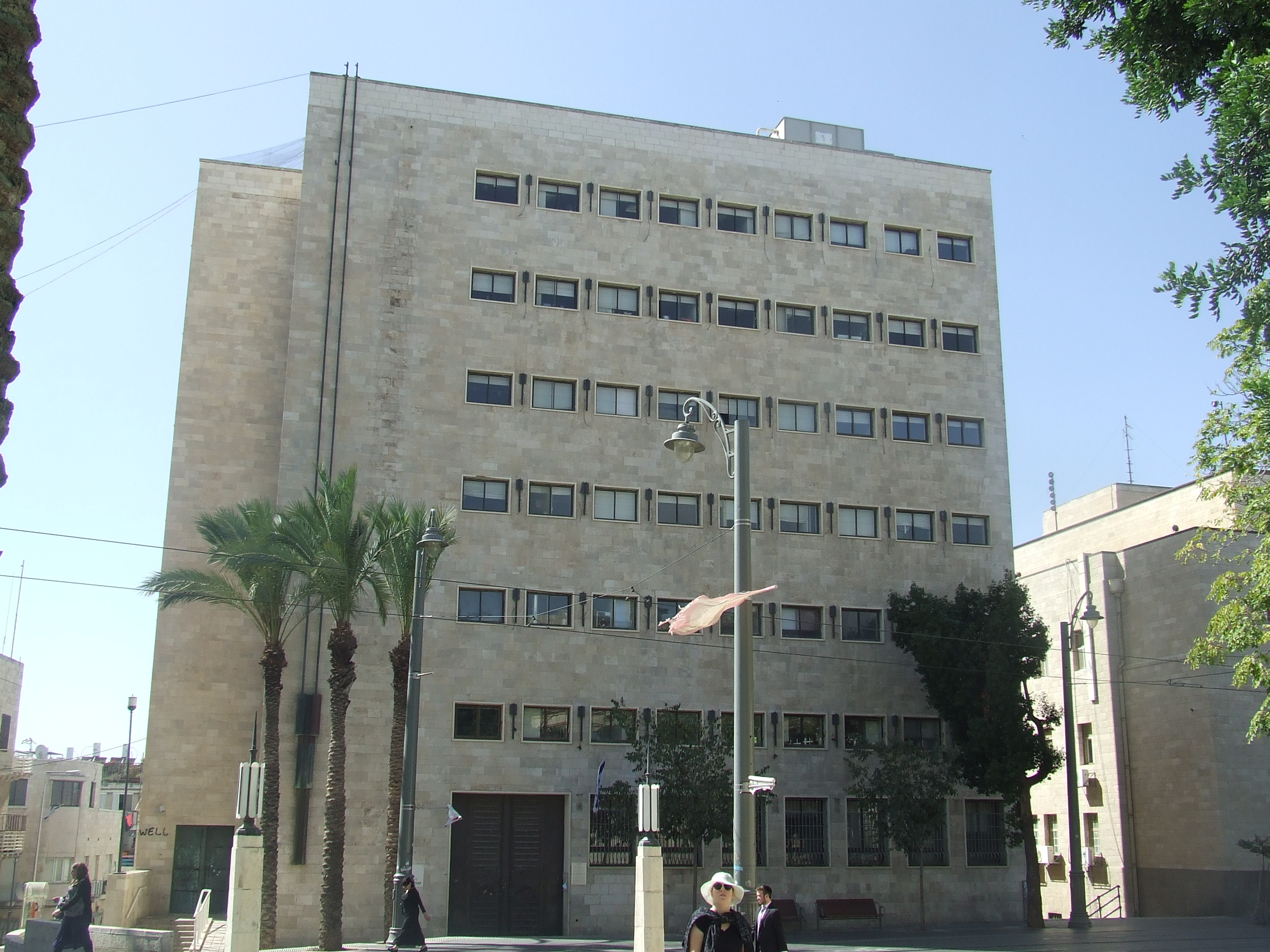
Bank Le’umi, 1939 von Erich Mendelsohn, 2005

Während der Zeit des britischen Mandats wurde die Straße mit der Einrichtung vieler zentraler Institutionen wie dem Alten Rathaus, der Hauptpost der Stadt, der Anglo-Palästina-Bank (1937–1939 von Erich Mendelssohn) und dem Bürogebäude der Generali (1934/1935 von Marcello Piacentini) weiterentwickelt. Die an ihrem östlichsten Ende entlang der Altstadtmauer errichteten Gebäude wurden im Juli 1944 abgetragen, um den Blick auf die Altstadt frei zu machen. Während dieser Zeit nahm die Straße ihre moderne Form an und wurde zum Zentrum des sich entwickelnden zentralen Geschäftsviertels der Stadt, da der größte Teil des Handels die Altstadt verließ.
Während der 19-jährigen Teilung der Stadt zwischen Israel und Jordanien nach dem Krieg um Israels Unabhängigkeit 1948/1949, der die Altstadt vom Großteil des modernen Jerusalems trennte, etablierte sich die Stellung der Jaffastraße als Stadtzentrum unangefochten. Die Stadtverwaltung von Jerusalem, Jerusalems Hauptpostamt und der Markt Machane Jehudah befinden sich an der Jaffa Street.
Als geschäftige Durchgangsstraße war sie das Ziel von terroristischen Gruppen und einige der verheerendsten Terroranschläge seit Ende der 1960er Jahre wurden auf dieser Straße verübt, darunter der Kühlschrankbombenattentat vom Kikkar Zion am 4. Juli 1975, bei dem 15 Personen getötet und 77 verletzt wurden, und der Selbstmordanschlag auf die Pizzeria Sbarro am 9. August 2001 mit 15 Toten und 130 Verletzten. Am 27. Januar 2002 verübte Wafa Idris als erste palästinensische Frau ein Selbstmordattentat, wobei sie sich selbst und einen Israeli tötete und 100 bis 150 Menschen verletzte (→ Anschlag in der Jaffa-Straße 2002).
Während eines Großteils ihres hundertjährigen Bestehens diente die Jaffa Street als zentrale Hauptverkehrsader Jerusalems. Die Stadtverwaltung reagierte auf die Probleme in der schwierigen Innenstadt mit gezielten Bemühungen zur Neugestaltung der Straße, Verkehr auf der Jaffastraße ist auf öffentliche Verkehrsmittel (Busse, Taxis und Tram [Stadtbahn]) beschränkt, um Verkehrsstaus in diesem Bereich Herr zu werden, und wurde zum Kernstück eines neuen Entwicklungsplans zur Revitalisierung der Innenstadt.

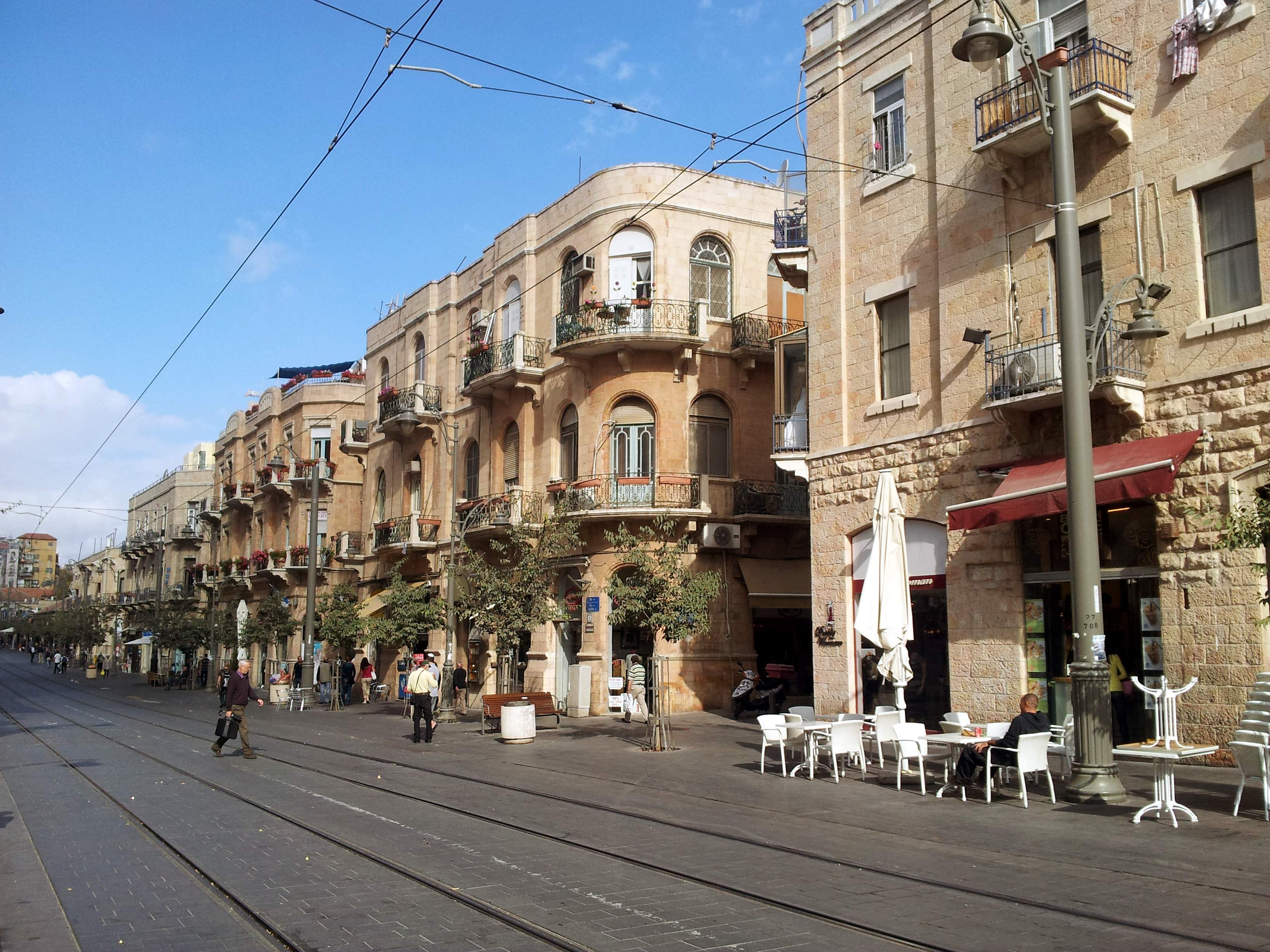
Jaffastraße 2012

Am Kikkar Zahal wurde 2004 ein Tunnel unter der Straße gebaut, um die zentrale Nord-Süd-Achse der Stadt darunter hindurchzuführen. Um dem neuen System gerecht zu werden, wurden unter einer Straßenseite neue Versorgungsleitungen verlegt, die ebenfalls erweitert wurden. Um die Straße zu verbessern wurden 180 Grundstücke geräumt.
Die Jerusalemer Stadtbahn wurde 2011 in Betrieb genommen. Am westlichen Ende der Jaffastraße, gegenüber dem zentralen Busbahnhof, quert die Tram die Straße über die eigene Saitenbrücke (גֶּשֶׁר הַמֵּיתָרִים Gescher ha-Mejtarīm, deutsch ‚Brücke der Saiten‘). Die Brücke, 2005–2008 von Santiago Calatrava, ist ein architektonisches Wahrzeichen der Stadt.

## Galerie

Aktuelle Bilder
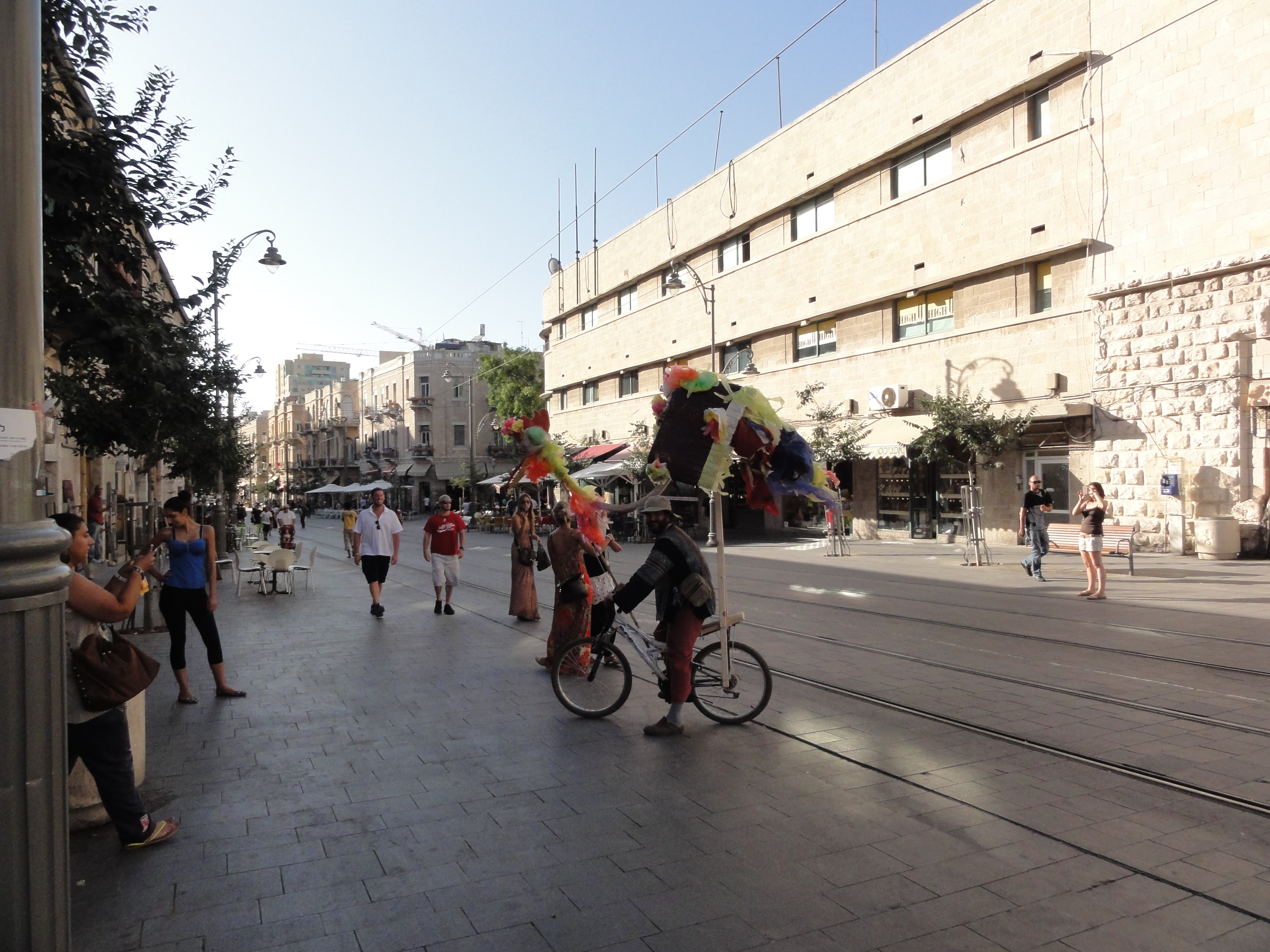
Rechov Jafo, 2011
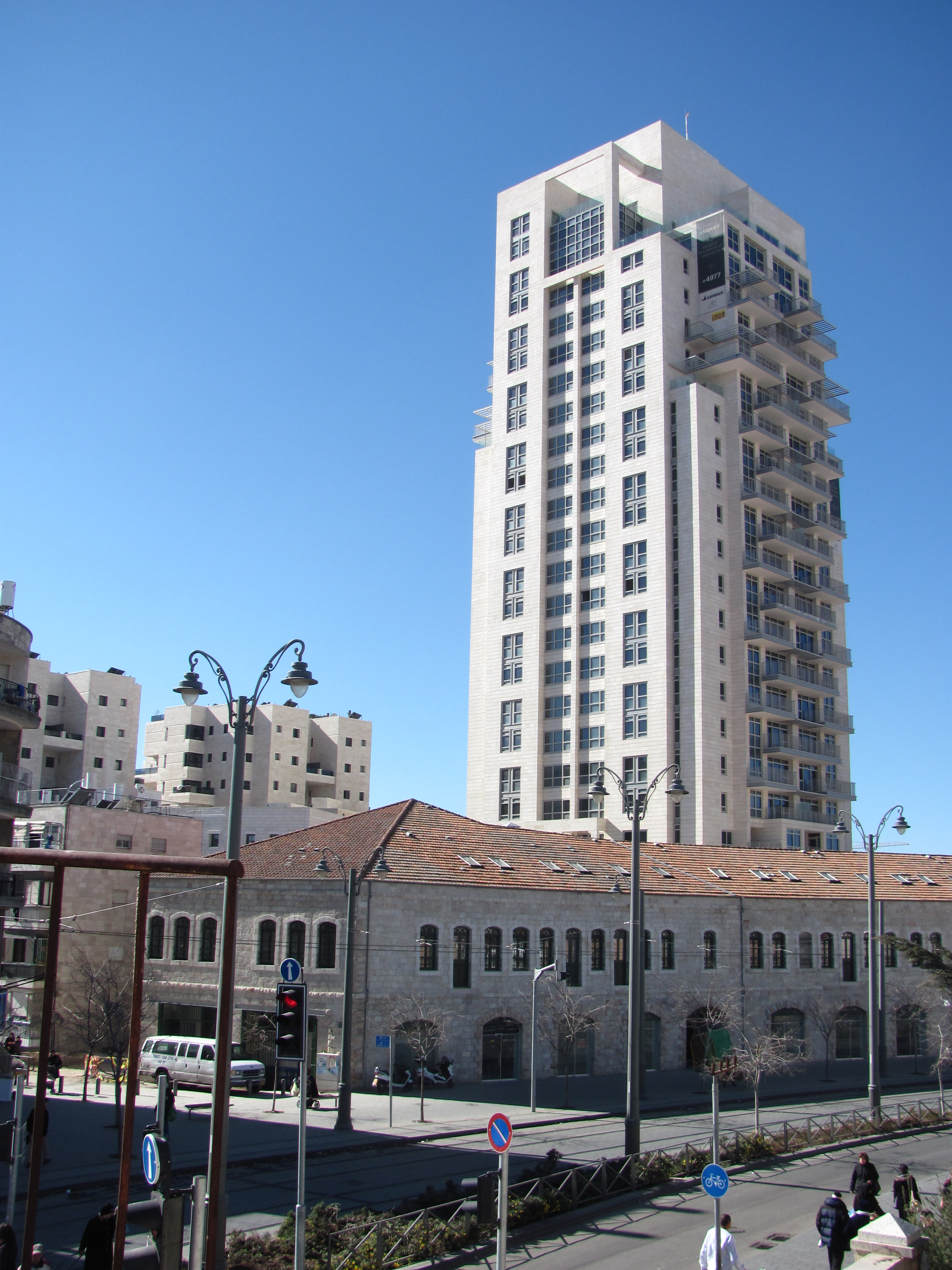
Wohnstift Battej Saidoff überragt vom neuen Turm gleichen Namens, 2014
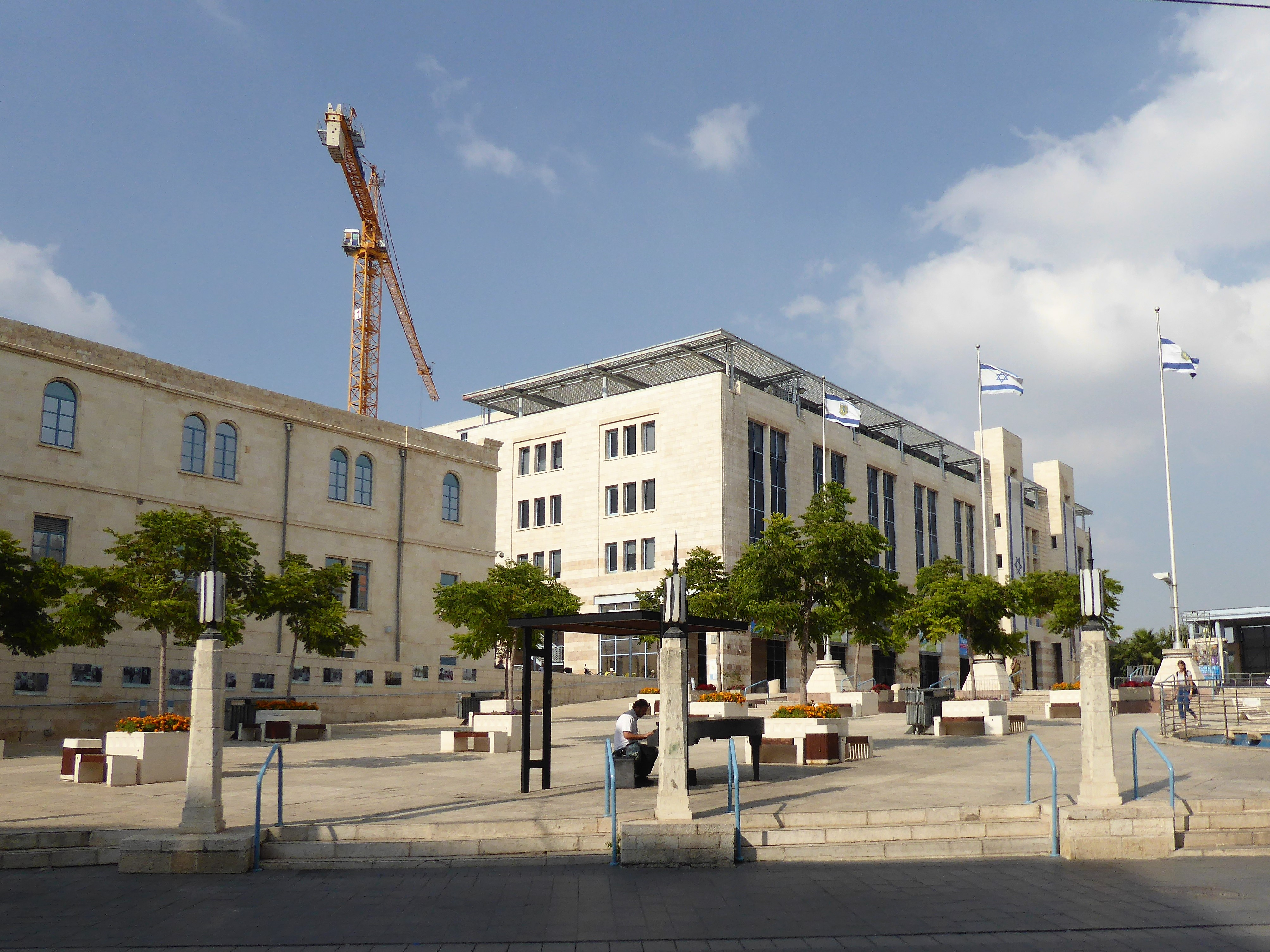
Jerusalems neues Rathaus, 2019
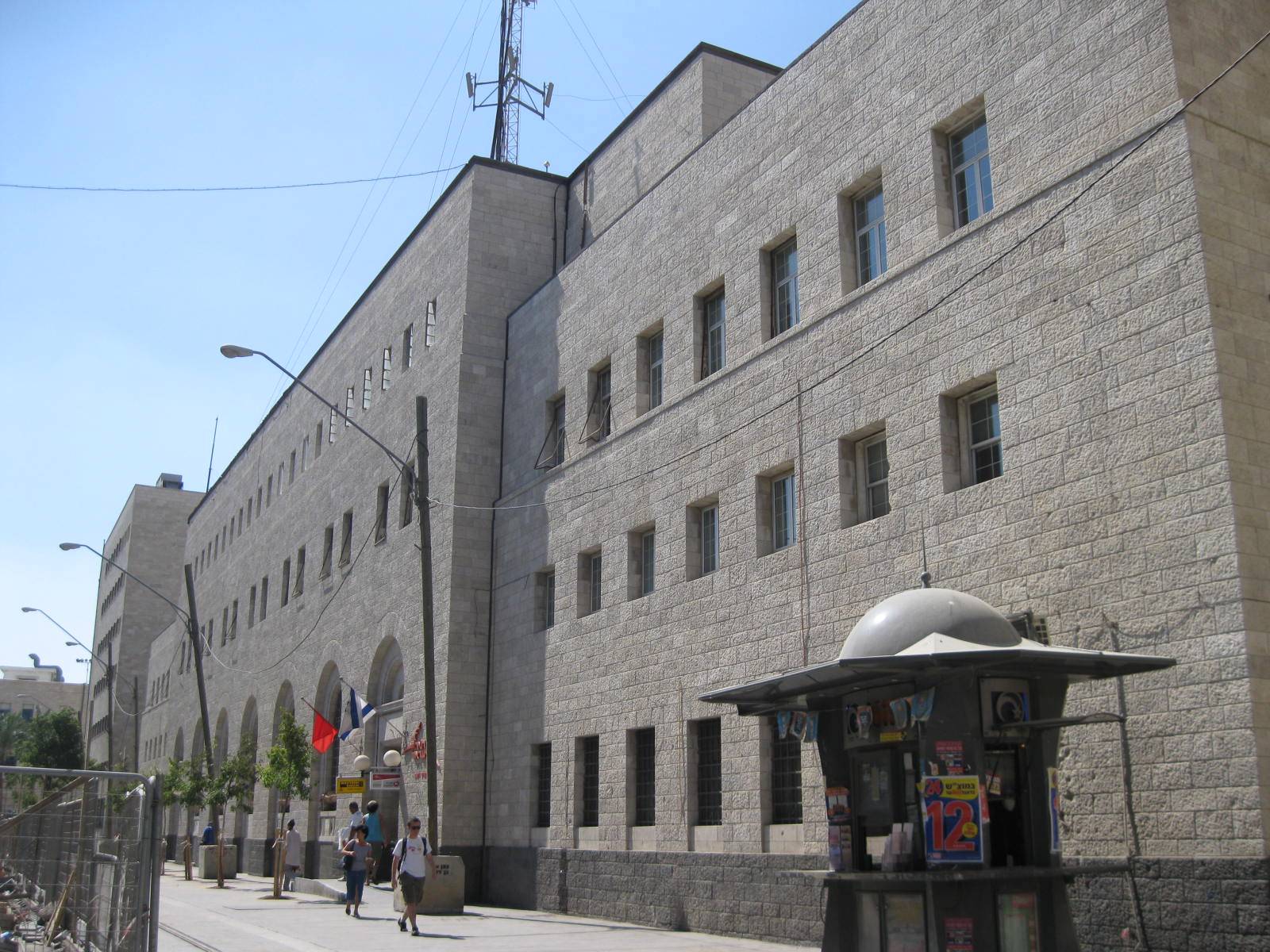
Hauptpost, 1934–1938 von Austen Harrison und Percy Harold Winter, 2009
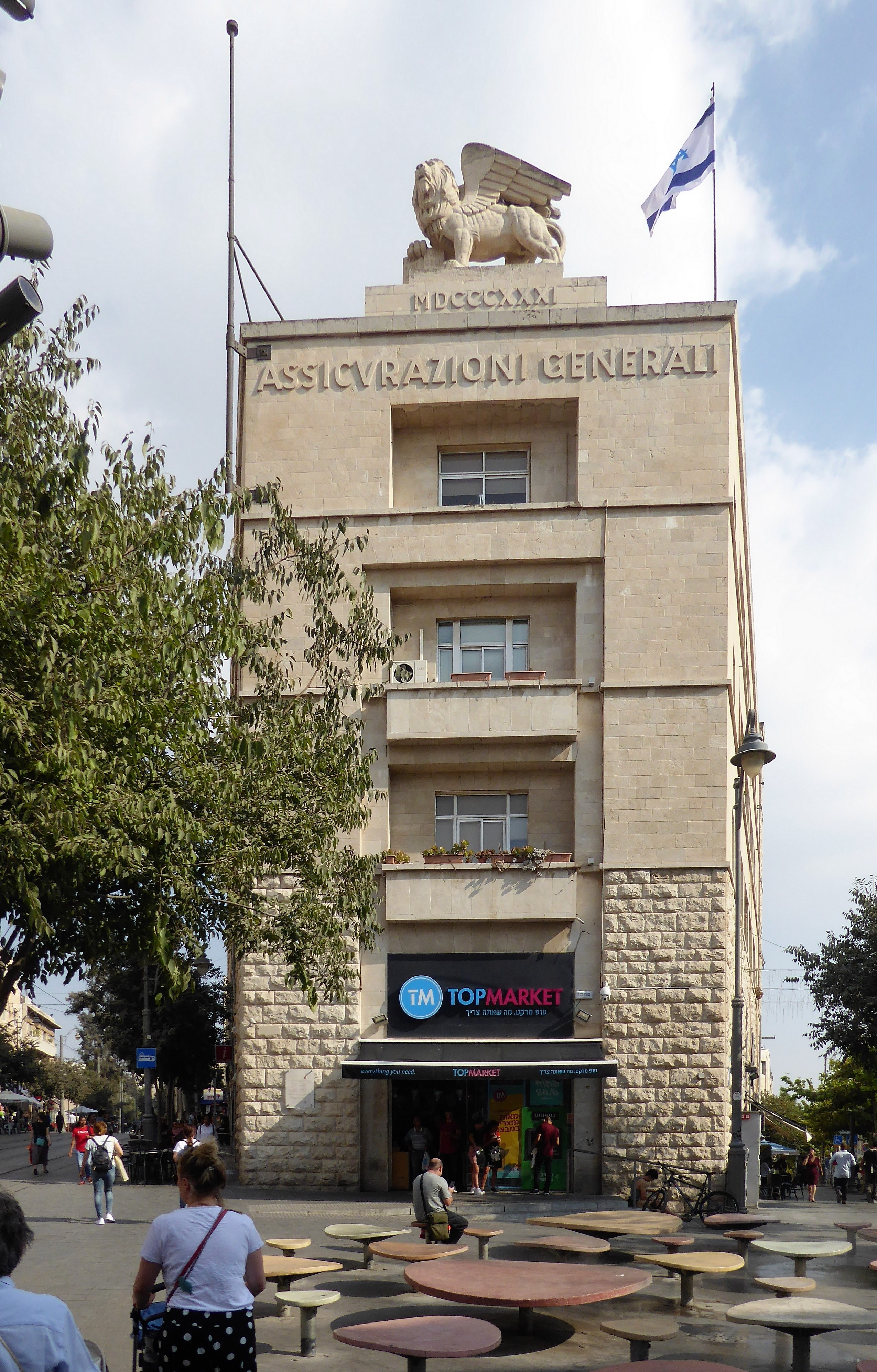
Generali-Gebäude, 2019
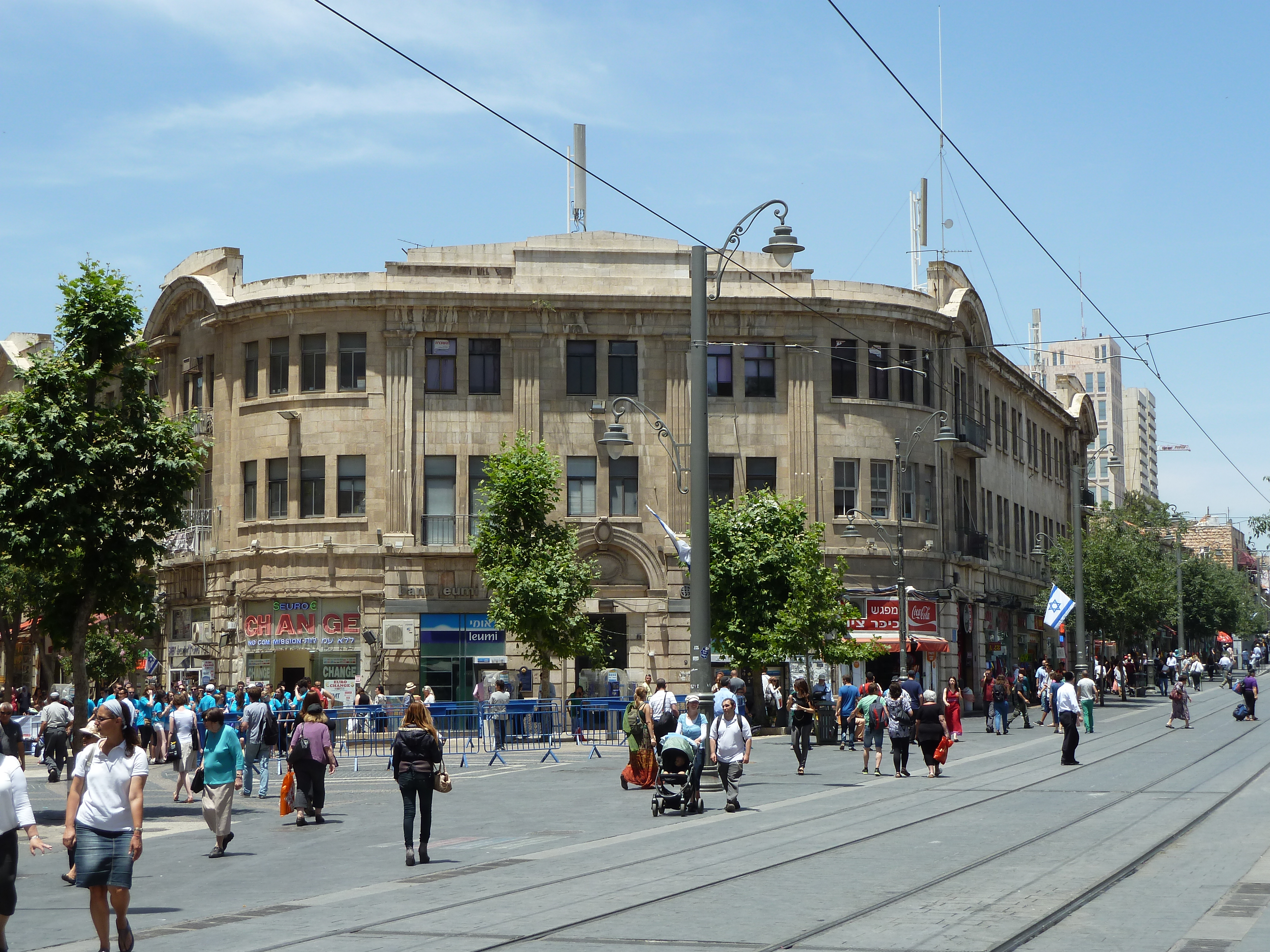
Sansur-Gebäude am Kikkar Zion, 2014
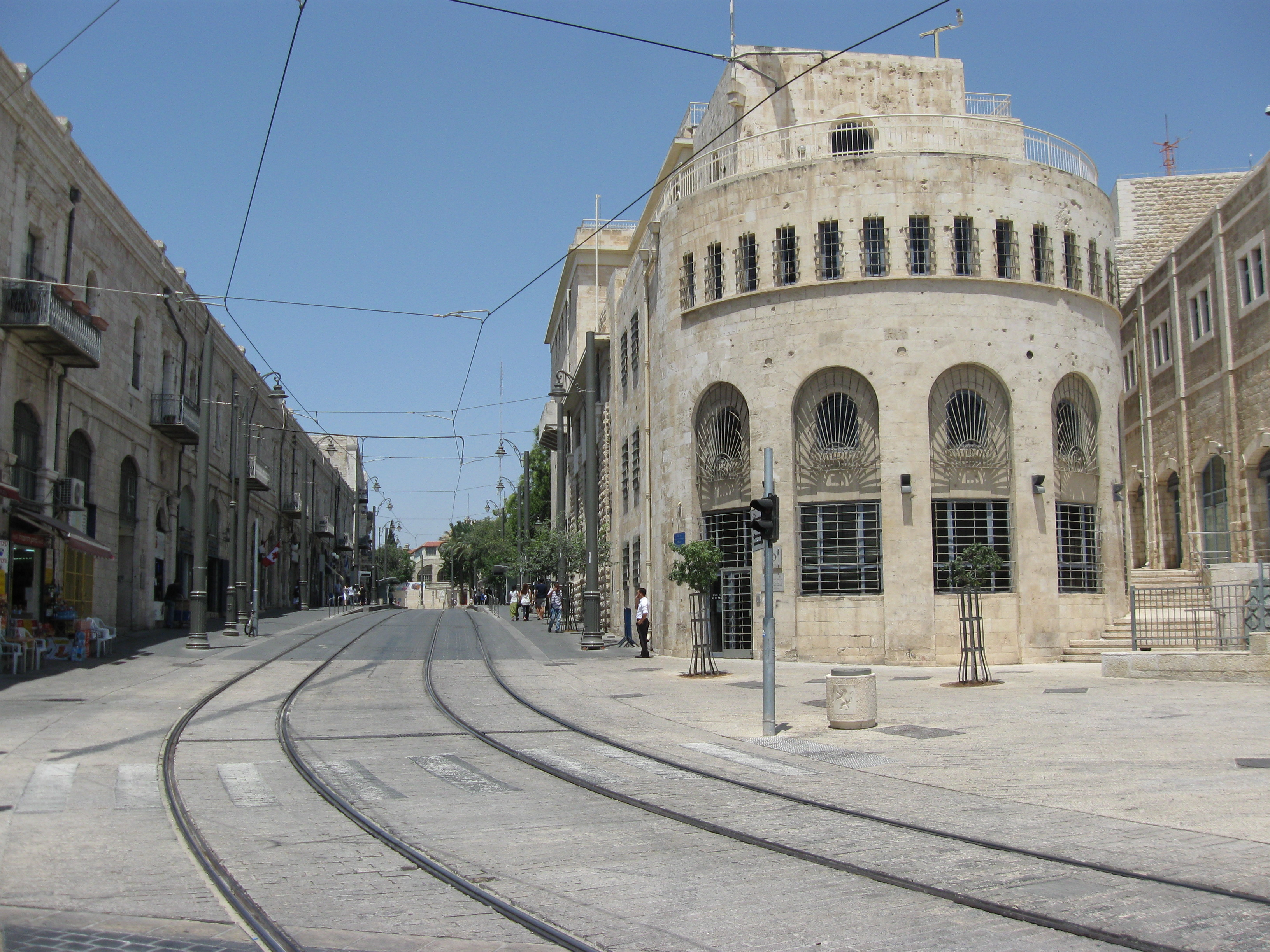
Altes Rathaus, 2011
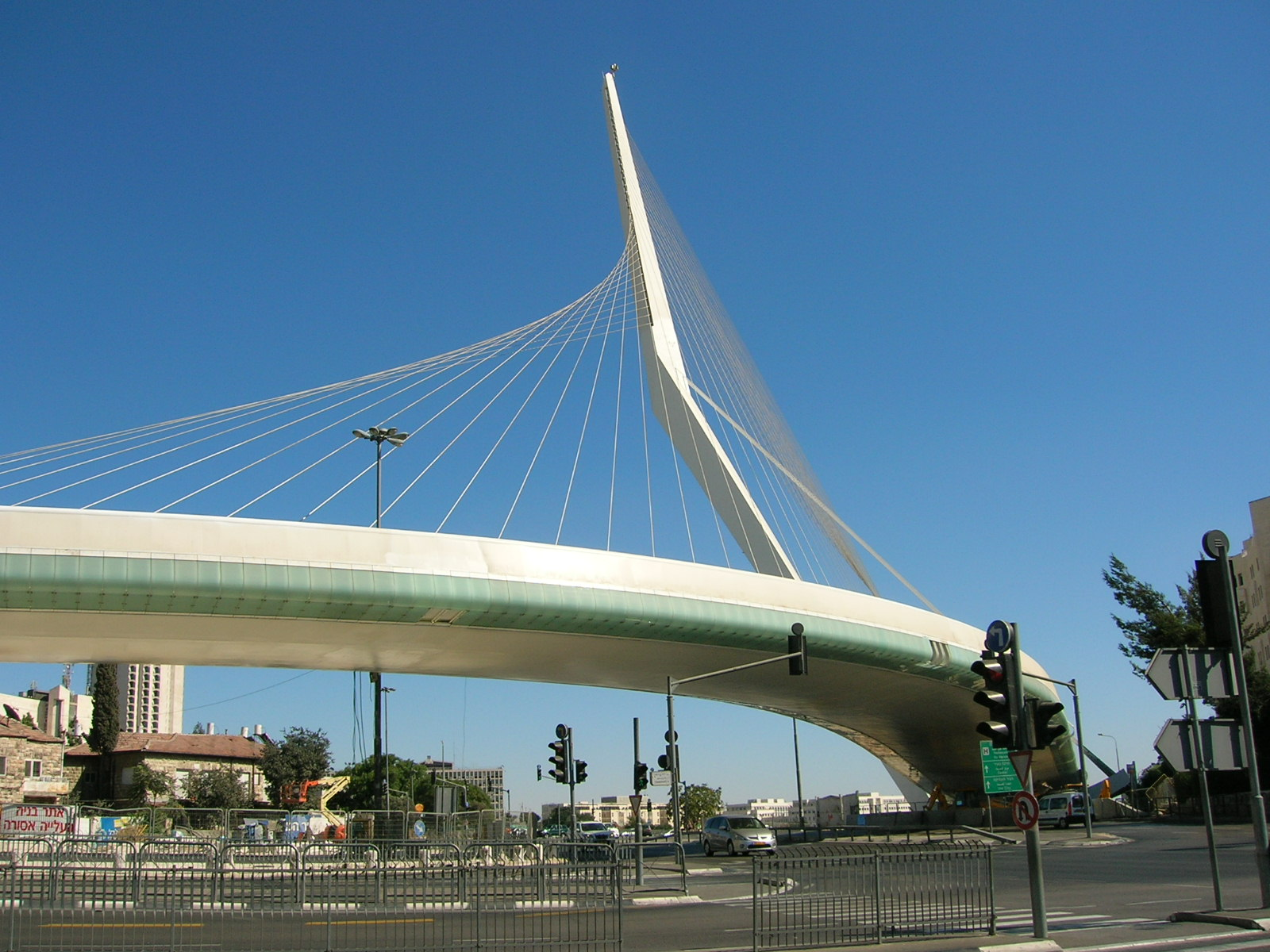
Calatravas Saitenbrücke, 2008

Historische Bilder
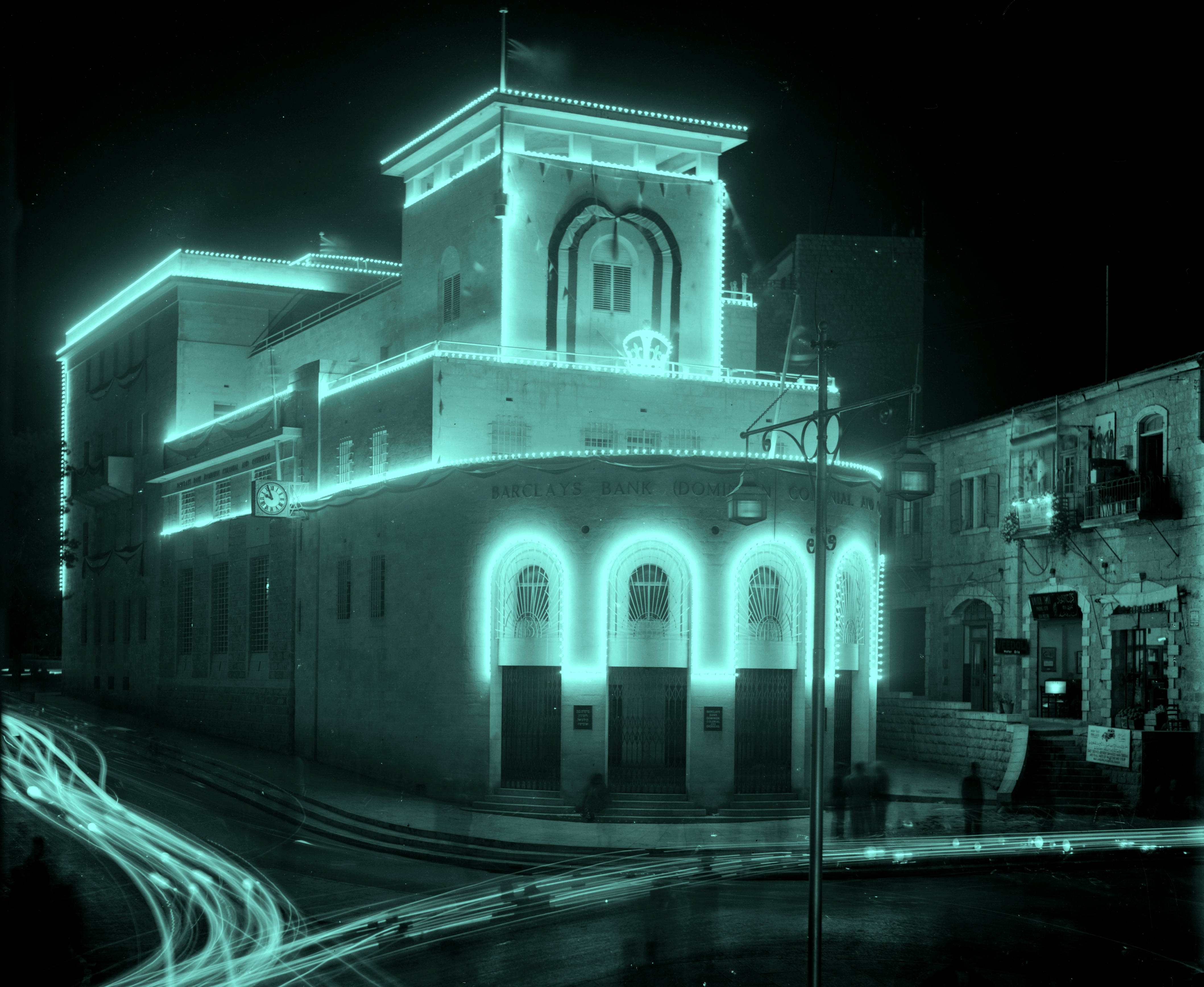
Barclays Bank illuminiert am 12. Mai 1937 anlässlich der Krönung Georgs VI.
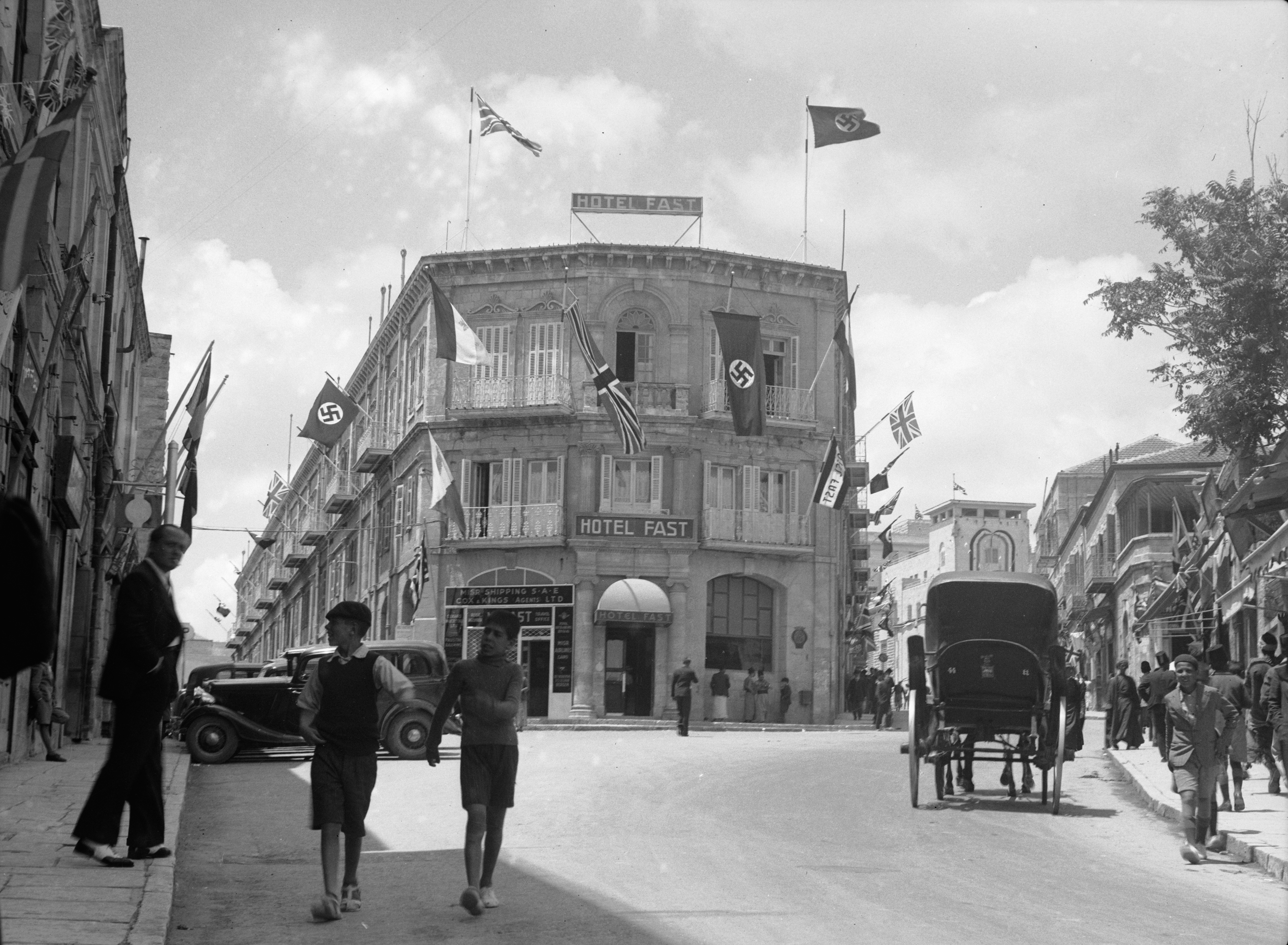
Hotel Fast mit britischen und NS-Flaggen zur Krönung Georgs VI.
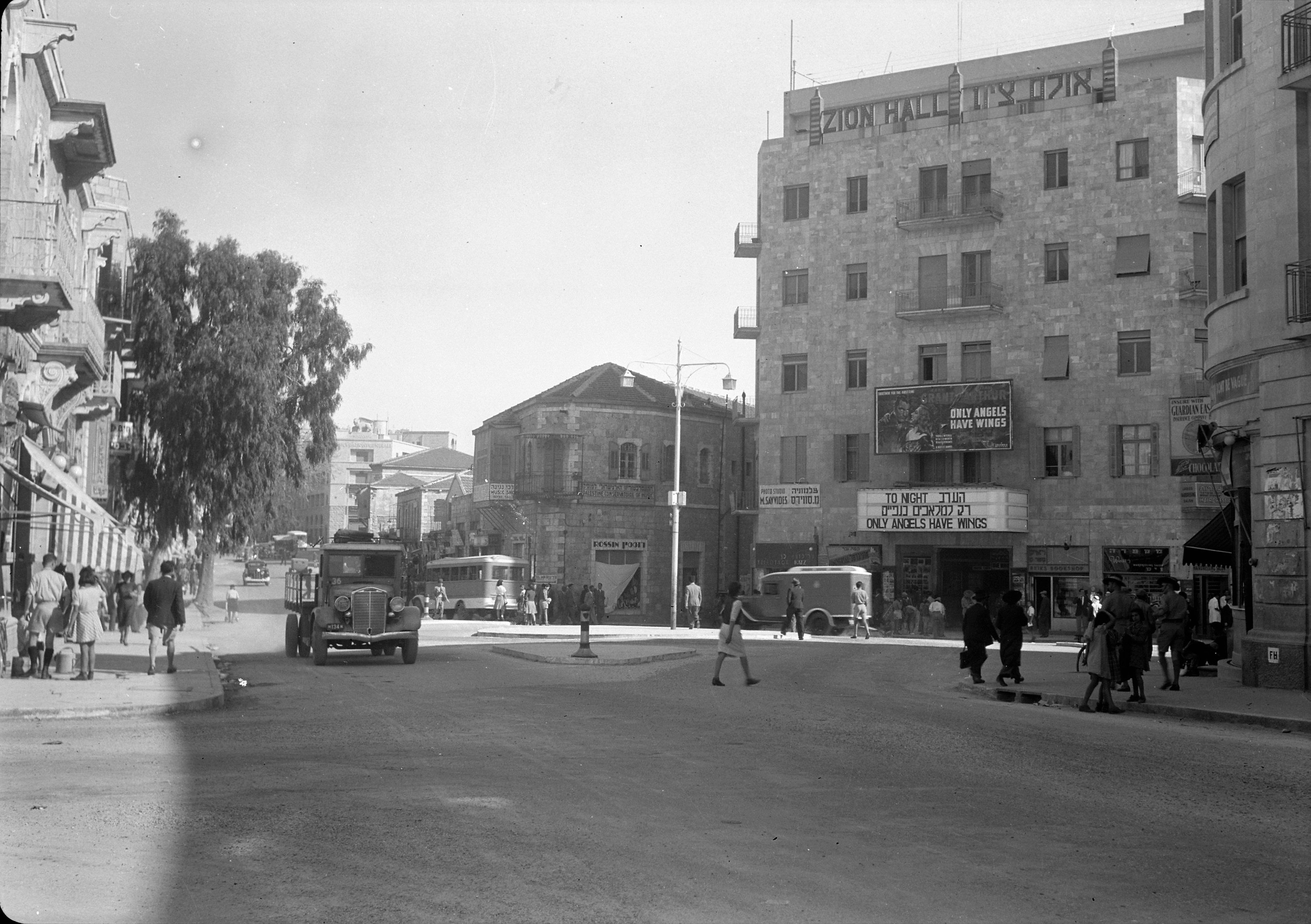
Zion Hall mit Kino Zion 1940er Jahre
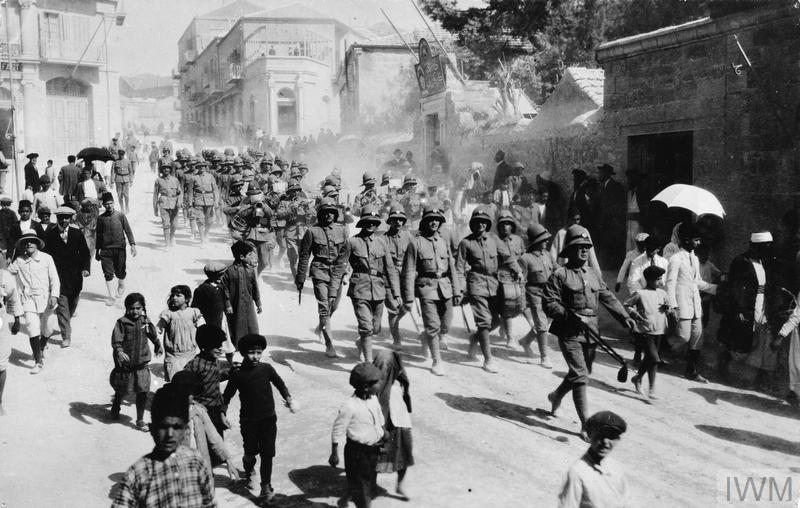
Deutsche Truppen passieren Hotel Fast am Karfreitag 1917
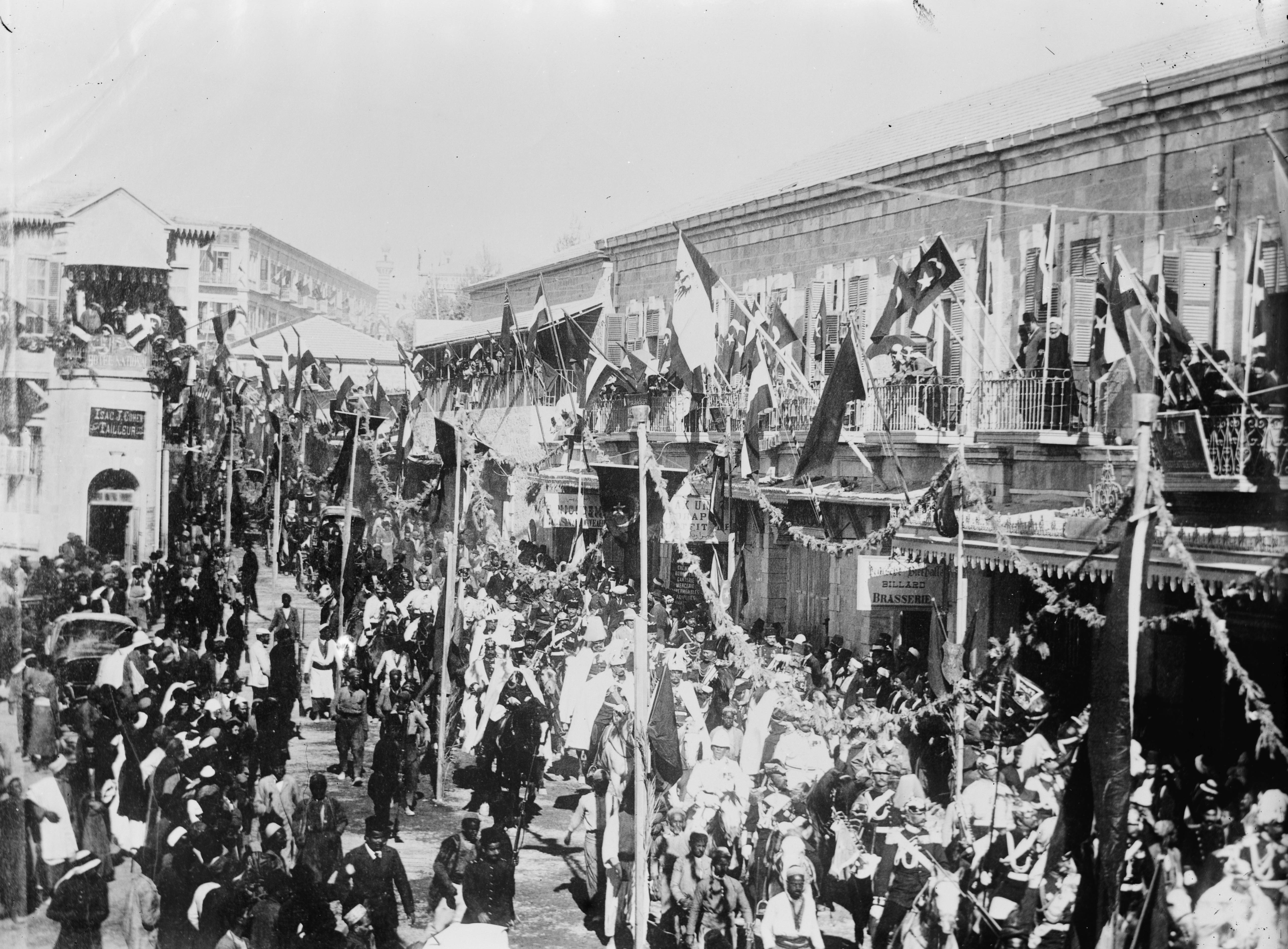
Besuch Wilhelms II., 1898
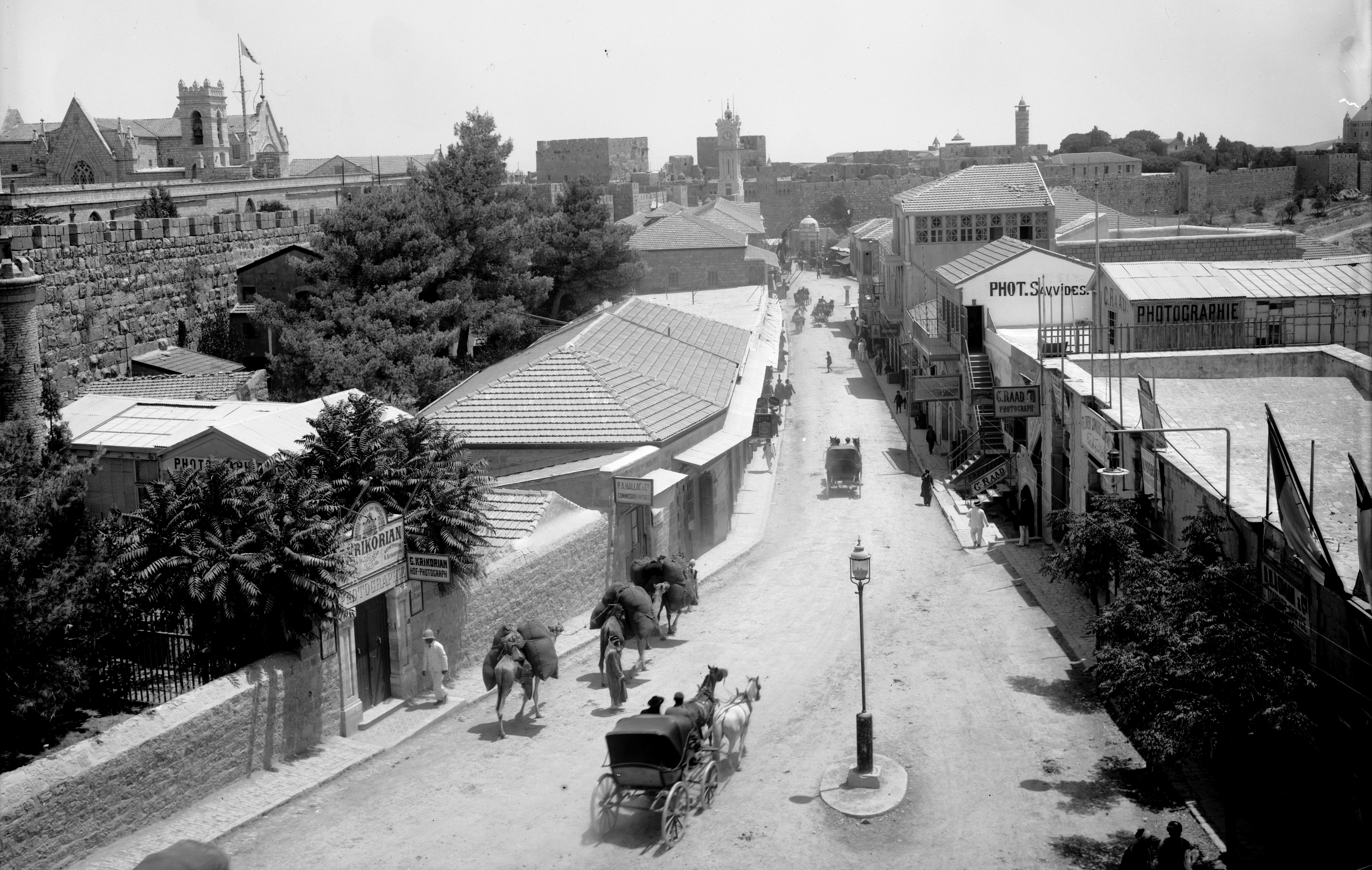
Jaffa Street nach 1907